# Saint-Yzans-de-Médoc
 Saint-Yzans-de-Médoc  là một xã thuộc tỉnh Gironde trong vùng Aquitaine tây nam nước Pháp. Xã này nằm ở khu vực có độ cao từ 1-14 mét trên mực nước biển.